# Ca' Belvedere
Ca' Belvedere è un sito archeologico nella provincia di Forlì-Cesena scoperto nel 1983 sul versante settentrionale di monte Poggiolo. Il sito riveste notevole rilevanza i reperti ritrovati sono databili a 800 000 anni dal presente (BP - Before Present in inglese), una delle più antiche attestazioni della presenza del genere Homo in Europa. 

## Descrizione
Il sito si trova su un colle tra i fiumi Montone e Petrignone a circa 200 m.s.l.m., in posizione dominante sulla pianura a nord, sui terrazzamenti alluvionali a ovest e sui calanchi a sud.
Geologicamente, l'area è caratterizzata da terreni del pleistocene inferiore, alla cui base si trovano argille marine, ricche di fossili come la vongola artica e l'Hyalinea baltica. L'analisi pollinica delle argille suggerisce un ambiente forestale ricco di conifere, indicativo di un periodo di deterioramento climatico nel Pleistocene inferiore. La parte inferiore di questi depositi evidenzia una transizione da ambienti litoranei a un deposito lagunare finale. Si ipotizza un'età stimata di 1 500 000 anni BP per questo strato argilloso.
Sopra questo si trova un affioramento di sedimenti ghiaiosi composti principalmente da ciottoli calcarei, selciferi e arenarici, diversi dai depositi fluviali più recenti rinvenibili in zona. Lo scavo ha rivelato un deposito di 5 metri di ghiaia e sabbia con evidenze di industria paleolitica, segno della presenza di primati del genere Homo. L'analisi dei resti animali e faunistici di questo strato, suggeriscono un ambiente umido e temperato-freddo, con vegetazione simile a quella delle regioni nordeuropee o di alte altitudini, caratterizzato dalla dominanza di specie erbacee e steppiche.

## I reperti
Il fatto che le selci non sono state trasportate da fiumi o mari dopo la loro deposizione, come la circostanza che la maggior parte dei resti litici è rappresentato da schegge corticate, le prime a formarsi nel procedimento di riduzione litica, sono elementi che indicano come le selci furono lavorati in situ.
Lo studio delle selci ha determinato che la produzione litica era caratterizzata da una sommaria elaborata dei ciottoli, senza rielaborazioni succesive, la cui lavorazione avveniva direttamente nel sito di rinvenimento, dove probabilmente si reperiva la materia prima. Questi caratteri portano a concludere che ci si trovasse uìin una fase paleolitica precedente Acheuleano, carattarizzato dalla produzione di strumenti più complessi e taglienti.
Questi rinvenimenti archeologici insieme a quelli di Pirro Nord in Puglia datati a 1 500 000 anni BP, e a quelli del sito coevo di Atapuerca in Spagna, rappresentano le più antiche testimonianze di attività antropiche già articolate ed organizzate riferibili a primati del genere Homo.
I reperti sono conservati presso il Museo archeologico Antonio Santarelli di Forlì.